# (213637) Lemarchal
(213637) Lemarchal est un astéroïde de la ceinture principale.

## Description
(213637) Lemarchal est un astéroïde de la ceinture principale. Il fut découvert le 17 août 2002 par le programme NEAT à l'observatoire Palomar.
Cet astéroïde a été nommé en l'honneur de la star pop-rock française Grégory Lemarchal (1983-2007), lauréat de l'émission de télé Star Academy. Son nom fut suggéré par l'astronome amateur slovaque Stefan Kürti, également à l'origine du nommage de l'astéroïde (353232) Nolwenn.